# Adolf von Schell (General, 1893)

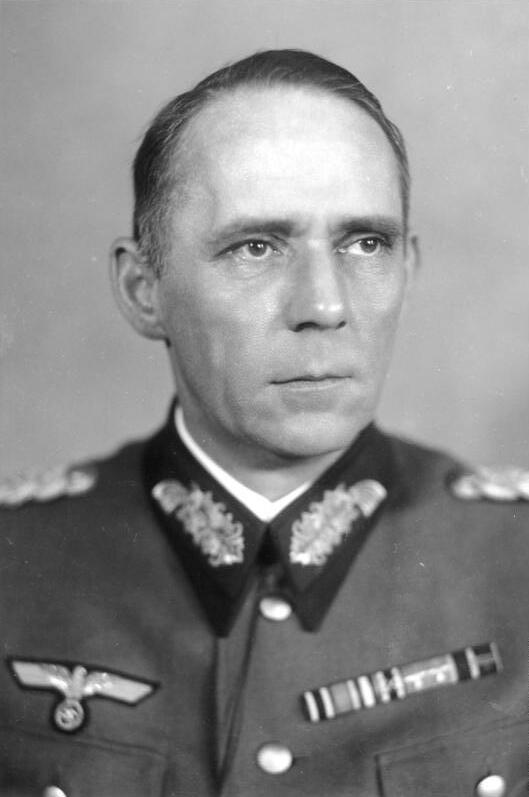
Adolf von Schell im März 1940.

Adolf von Schell (* 21. August 1893 in Magdeburg; † 16. September 1967 in Heidelberg) war ein deutscher Generalleutnant während des Zweiten Weltkrieges.

## Leben
Schell trat im März 1914 als Fahnenjunker in das Infanterie-Regiment „Herzog Ferdinand von Braunschweig“ (8. Westfälisches) Nr. 57 der Preußischen Armee in Wesel ein und nahm am Ersten Weltkrieg teil. Im November 1914 wurde er zum Leutnant befördert und als Zugführer in seinem Regiment an der Westfront eingesetzt. Ab Februar 1915 war er Kompanieführer beim Colbergschen Grenadier-Regiment „Graf Gneisenau“ (2. Pommersches) Nr. 9 und ab September 1917 gehörte er dem Stab der 215. Infanterie-Division an. Im Juni 1918 wurde er zum Oberleutnant befördert. Seine Leistungen während des Krieges wurden durch die Verleihung beider Klassen des Eisernen Kreuzes, das Hanseatenkreuz der Stadt Hamburg, das Lippische Kriegsverdienstkreuz sowie das Verwundetenabzeichen in Schwarz gewürdigt.
Nach Kriegsende schloss Schell sich im April 1919 dem Freikorps „Wesel“ an. Anfang Oktober 1919 wurde er in die Vorläufige Reichswehr übernommen, wo er zunächst dem Reichswehr-Infanterie-Regiment 13 und ein Jahr später dem Infanterie-Regiment 18 angehörte. Anfang Oktober 1926 wurde er zum Stab der 6. Division nach Münster versetzt. Dort absolvierte er eine Führergehilfenausbildung, die er ein Jahr später bei der 3. Division in Berlin fortsetzte. Anfang Januar 1929 wurde er zum Hauptmann befördert. Anfang Oktober 1929 wurde Schell Stabsoffizier bei der Heeresabteilung (T 1) des Truppenamtes im Reichswehrministerium. Ab August 1931 absolvierte er einen einjährigen Lehrgang zum Kompaniechef in Fort Benning, Georgia. Danach kehrte auf seinen Posten in Berlin zurück und wurde Anfang April 1932 Kompaniechef bei der 3. Kompanie der 2. (Preußische) Kraftfahr-Abteilung.

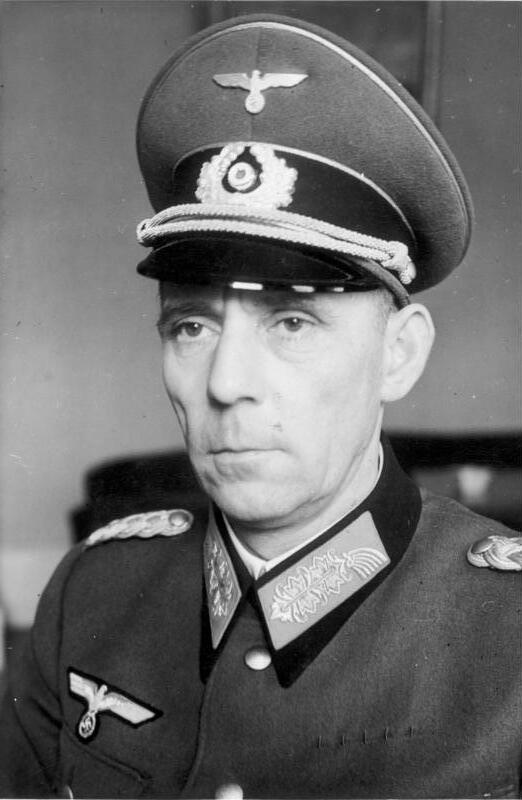
Adolf von Schell, als Generalmajor Generalbevollmächtigter für das Kraftfahrwesen, im März 1940.

Nach der Machtergreifung der Nationalsozialisten übernahm er als Taktiklehrer beim Inspekteur des Heeres die Aufsicht bei der Offiziersausbildung. Anfang Juli 1934 zum Major befördert, wurde er zwei Jahre später zum Oberkommando der Wehrmacht (OKW) versetzt. Anfang August 1936 wurde er zum Oberstleutnant befördert und Anfang November 1938 zum Oberst; zeitgleich wurde er Amtsgruppenchef beim Oberkommando des Heeres (OKH), Abteilungsleiter (Waffenabteilung der Panzertruppe, Kavallerie und der Motorisierung des Heeres) sowie Mitte November 1938 Generalbevollmächtigter für das Kraftfahrwesen im Vierjahresplan und Unterstaatssekretär im Reichsverkehrsministerium. Auf ihn geht der sogenannte Schell-Plan zurück zur Produktionsumstellung der Fahrzeugindustrie auf wenige Grundtypen zwecks Rationalisierung, höherer Produktivität und niedriger Herstellkosten. Anfang März 1940 wurde er zum Generalmajor und im April 1942 zum Generalleutnant befördert, seinem höchsten Rang bei der Wehrmacht. Ab September 1942 gehörte er der Führerreserve des OKW an. Am 1. Januar 1943 wurde Schell zum Kommandeur der 25. Panzer-Division im besetzten Norwegen ernannt. Er bekleidete diesen Posten bis Mitte November 1943, wurde dann aufgrund einer schweren Augenerkrankung wieder in die Führerreserve des OKW versetzt und schließlich Ende Dezember 1944 in den Ruhestand verabschiedet.
Nach Kriegsende befand er sich bis 1947 in alliierter Kriegsgefangenschaft.
In seinem Buch „Kampf gegen Panzerwagen“ von 1936 über die Möglichkeiten der Panzerabwehr stellte er die Forderung nach einem Panzerjäger auf, der die gleiche Aufgabe wie Jagdflugzeuge gegenüber Bombern zu erfüllen habe.
Sein Vater war Adolf von Schell (1861–1944). Mit seiner Ehefrau hatte er drei Söhne.

## Schriften
- Führung im Gefecht: Kriegserfahrungen eines jungen deutschen Offiziers im ersten Weltkrieg., The Benning/Herold. Fort Benning. Columbia 1933. (ins Deutsche übersetzt von Manfred Jerabek und 2012 neu erschienen – ergänzt um den Lebenslauf von Adolf von Schell).
- Kampf gegen Panzerwagen. Verlag Gerhard Stalling. Berlin/Oldenburg 1936.
- Dienst bei der Panzertruppe. Verlag J. Detke. Leipzig 1939.
- Neue Wege der deutschen Motorisierung, in: Der Vierjahresplan Jgg.1939, S. 362–364
- Grundlagen der Motorisierung und ihre Entwicklung im Zweiten Weltkrieg, in Wehrwissenschaftliche Rundschau Jahrgg. 1963, S. 210–229
- Koalitionen, in Wehrwissenschaftliche Rundschau Jahrgg. 1963, S. 457–466
- Gedanken über die Friedensausbildung des militärischen Führungsnachwuchses, in Wehrwissenschaftliche Rundschau Jahrgg. 1964, S. 18–45